# Le Coteau
Le Coteau est une commune française située dans le département de la Loire en région Auvergne-Rhône-Alpes. C'est le chef-lieu du canton du Coteau.

## Géographie

### Localisation
Elle se situe à environ une heure de Saint-Étienne, de Lyon et de Clermont-Ferrand.
| Roanne          | Roanne  | Perreux                  |
| Roanne          | Coteau  | Perreux                  |
| Commelle-Vernay | Parigny | Saint-Vincent-de-Boisset |

### Topographie

#### Hydrographie
La commune est bordée par le fleuve Loire, sur sa rive droite. Elle est aussi arrosée par la rivière Rhins sur l'est de son territoire.

### Climat
Pour des articles plus généraux, voir Climat d'Auvergne-Rhône-Alpes et Climat de la Loire.
En 2010, le climat de la commune est de type climat océanique dégradé des plaines du Centre et du Nord, selon une étude du Centre national de la recherche scientifique s'appuyant sur une série de données couvrant la période 1971-2000. En 2020, Météo-France publie une typologie des climats de la France métropolitaine dans laquelle la commune est exposée à un climat de montagne ou de marges de montagne et est dans la région climatique Nord-est du Massif Central, caractérisée par une pluviométrie annuelle de 800 à 1 200 mm, bien répartie dans l’année.
Pour la période 1971-2000, la température annuelle moyenne est de 10,8 °C, avec une amplitude thermique annuelle de 16,6 °C. Le cumul annuel moyen de précipitations est de 709 mm, avec 10,2 jours de précipitations en janvier et 7,4 jours en juillet. Pour la période 1991-2020, la température moyenne annuelle observée sur la station météorologique de Météo-France la plus proche, « Riorges - Man », sur la commune de Riorges à 4 km à vol d'oiseau, est de 12,3 °C et le cumul annuel moyen de précipitations est de 711,4 mm,. Pour l'avenir, les paramètres climatiques de la commune estimés pour 2050 selon différents scénarios d'émission de gaz à effet de serre sont consultables sur un site dédié publié par Météo-France en novembre 2022.
| Mois                                  | jan.           | fév.           | mars          | avril         | mai           | juin          | jui.          | août          | sep.            | oct.            | nov.             | déc.           | année    |
| ------------------------------------- | -------------- | -------------- | ------------- | ------------- | ------------- | ------------- | ------------- | ------------- | --------------- | --------------- | ---------------- | -------------- | -------- |
| Température minimale moyenne (°C)     | 0,5            | 0,3            | 2,5           | 5,1           | 9,2           | 13            | 14,8          | 14,4          | 10,6            | 8,1             | 3,8              | 1,3            | 7        |
| Température moyenne (°C)              | 4,1            | 4,8            | 8,2           | 11,2          | 15,3          | 19,2          | 21,2          | 21            | 16,7            | 12,9            | 7,7              | 4,8            | 12,3     |
| Température maximale moyenne (°C)     | 7,8            | 9,3            | 13,8          | 17,2          | 21,3          | 25,4          | 27,6          | 27,6          | 22,7            | 17,8            | 11,7             | 8,2            | 17,5     |
| Record de froid (°C) date du record   | −25 23.01.1963 | −21 05.02.1963 | −14 01.03.05  | −8 08.04.03   | −3 01.05.1960 | 1 04.06.1962  | 3 07.07.1962  | 2 31.08.1998  | −1,8 29.09.1972 | −9,4 30.10.1997 | −11,6 24.11.1998 | −16 22.12.1963 | −25 1963 |
| Record de chaleur (°C) date du record | 18,6 10.01.15  | 24 28.02.1960  | 27,3 24.03.01 | 33 19.04.1949 | 35 17.05.1945 | 40,2 27.06.19 | 42 30.07.1947 | 40,8 12.08.03 | 38 06.09.1949   | 30,6 04.10.04   | 25 09.11.1985    | 21 05.12.06    | 42 1947  |
| Précipitations (mm)                   | 41,8           | 33             | 37,9          | 53,4          | 78,3          | 74,2          | 73            | 69,9          | 68,1            | 69,1            | 68,2             | 44,5           | 711,4    |

## Urbanisme

### Typologie
Au 1er janvier 2024, Le Coteau est catégorisée centre urbain intermédiaire, selon la nouvelle grille communale de densité à sept niveaux définie par l'Insee en 2022.
Elle appartient à l'unité urbaine de Roanne, une agglomération intra-départementale regroupant 15  communes, dont elle est une commune de la banlieue,,. Par ailleurs la commune fait partie de l'aire d'attraction de Roanne, dont elle est une commune du pôle principal,. Cette aire, qui regroupe 88 communes, est catégorisée dans les aires de 50 000 à moins de 200 000 habitants,.

### Occupation des sols
L'occupation des sols de la commune, telle qu'elle ressort de la base de données européenne d’occupation biophysique des sols Corine Land Cover (CLC), est marquée par l'importance des territoires artificialisés (62,4 % en 2018), en augmentation par rapport à 1990 (59,4 %). La répartition détaillée en 2018 est la suivante : 
zones urbanisées (40,9 %), prairies (37 %), zones industrielles ou commerciales et réseaux de communication (20,4 %), espaces verts artificialisés, non agricoles (1 %), terres arables (0,6 %). L'évolution de l’occupation des sols de la commune et de ses infrastructures peut être observée sur les différentes représentations cartographiques du territoire : la carte de Cassini (XVIIIe siècle), la carte d'état-major (1820-1866) et les cartes ou photos aériennes de l'IGN pour la période actuelle (1950 à aujourd'hui).

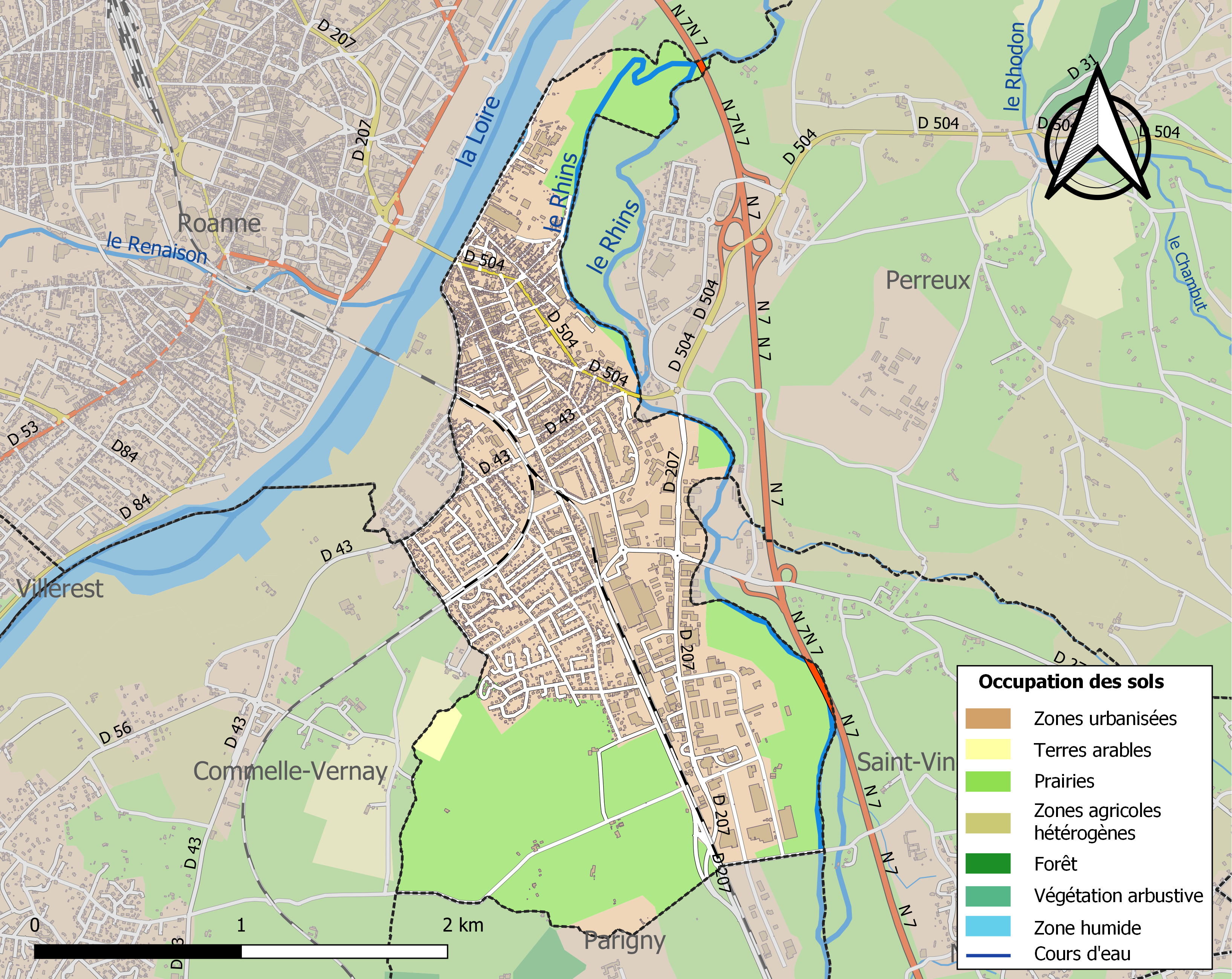
Carte des infrastructures et de l'occupation des sols de la commune en 2018 (CLC).

## Toponymie
En 2020 la commune choisit comme nouvelle signature « Le Coteau, ville en action » pour marquer son ouverture sur l'agglomération. Le slogan « La vie du bon côté » est définitivement abandonné.

## Histoire
Le 15 mars 1833, est mise en service la troisième ligne de chemin de fer de France entre Andrézieux et Roanne (1re ligne d'Europe continentale), mais elle arrive aux Varennes, en rive droite de la Loire, c'est-à-dire au Coteau.
Le Coteau fut érigé en commune le 9 juillet 1845 par un décret du roi Louis-Philippe

## Politique et administration

### Liste des maires
| Période | Période  | Identité             | Étiquette    | Qualité |
| ------- | -------- | -------------------- | ------------ | --- |
| 1845    | 1849     | Étienne Legrand      |              | |
| 1849    | 1852     | Pierre Lièvre        |              | |
| 1852    | 1855     | Auguste Busson       |              | |
| 1855    | 1871     | Simon Gontier        |              | |
| 1871    | 1878     | Joanny Pomey         |              | |
| 1878    | 1886     | Joseph Grangette     |              | |
| 1886    | 1900     | André Robert         |              | |
| 1904    | 1912     | Didier Remontet      |              | |
| 1912    | 1914     | Félix Terrenoire     |              | |
| 1914    | 1919     | Antoine Bert         |              | |
| 1919    | 1941     | Antoine Bécot        |              | |
| 1941    | 1943     | Jean Clermont        |              | |
| 1943    | 1944     | Francisque Passager  |              | |
| 1944    | 1952     | Antoine Bécot        |              | |
| 1952    | 1975     | Charles Gallet       | UDSR puis CR | Psycho-Technicien à l’arsenal de Roanne, Conseiller Général                                                                             |
| 1975    | 1989     | Lucien Burdin        | DVG puis RPR | Directeur de banque, Conseiller Général                                                                                                 |
| 1989    | 2001     | Pierre Fernier       |              | Ingénieur SNCF |
| 2001    | 2014     | Jean-Paul Burdin     | SE           | Instituteur |
| 2014    | 2020     | Jean-Louis Desbenoit | SE           | Dessinateur |
| 2020    | En cours | Sandra Creuzet-Taite | LR puis SE   | Conseillère Régionale (2015-2021) ,Conseillère communautaire de Roannais Agglomération, Mandataire judiciaire en structure hospitalière |

### Élections municipales de 2020
Le 15 mars 2020, le maire Jean-Louis Desbenoit (Divers droite) est battu au premier tour par la liste (Divers centre) de Sandra Creuzet-Taite, à l'époque conseillère régionale de 34 ans, ex-Les Républicains. Une troisième liste (Divers centre) était soutenue par Bernard Gabert.

### Élections municipales de 2014
Le maire Jean-Paul Burdin ne se représente pas en 2014. Pour la première fois aux municipales depuis 2001, trois listes se présentent, et non une seule. L'une de centre droit avec Bernard Gabert, l'autre avec Jean-Louis Desbenoit, dessinateur industriel et septième adjoint sortant, et le Front national, liste menée par Véronique Passé.

### Découpage électoral
Jusqu'en 2014, la commune du Coteau est rattachée au canton de Perreux. Lors du nouveau découpage territorial de la Loire, le canton du Coteau est créé ; il entre en vigueur à l'occasion des élections départementales de 2015. Il est défini par le décret du 26 février 2014. Le Coteau en est le chef-lieu de canton.

## Démographie
L'évolution du nombre d'habitants est connue à travers les recensements de la population effectués dans la commune depuis 1846. Pour les communes de moins de 10 000 habitants, une enquête de recensement portant sur toute la population est réalisée tous les cinq ans, les populations de référence des années intermédiaires étant quant à elles estimées par interpolation ou extrapolation. Pour la commune, le premier recensement exhaustif entrant dans le cadre du nouveau dispositif a été réalisé en 2006.

En 2022, la commune comptait 6 893 habitants, en évolution de +0,7 % par rapport à 2016 (Loire : +1,32 %, France hors Mayotte : +2,11 %).
| 1846  | 1851  | 1856  | 1861  | 1866  | 1872  | 1876  | 1881  | 1886  |
| ----- | ----- | ----- | ----- | ----- | ----- | ----- | ----- | ----- |
| 1 534 | 1 678 | 1 817 | 2 032 | 2 493 | 2 565 | 2 447 | 2 621 | 2 780 |

| 1891  | 1896  | 1901  | 1906  | 1911  | 1921  | 1926  | 1931  | 1936  |
| ----- | ----- | ----- | ----- | ----- | ----- | ----- | ----- | ----- |
| 3 092 | 3 714 | 4 462 | 4 590 | 4 624 | 5 113 | 5 365 | 5 500 | 5 626 |

| 1946  | 1954  | 1962  | 1968  | 1975  | 1982  | 1990  | 1999  | 2006  |
| ----- | ----- | ----- | ----- | ----- | ----- | ----- | ----- | ----- |
| 6 143 | 6 222 | 6 571 | 7 613 | 8 488 | 8 359 | 7 469 | 7 375 | 7 065 |

| 2011  | 2016  | 2021  | 2022  | - | - | - | - | - |
| ----- | ----- | ----- | ----- | - | - | - | - | - |
| 6 871 | 6 845 | 6 889 | 6 893 | - | - | - | - | - |

## Économie
La commune abrite le siège social de 340 entreprises dont 7 réalisant un chiffre d'affaires de plus de 10 millions d'euros avec une dominante commerciale : concessions automobiles et grandes surfaces alimentaires.
La population du Coteau perçoit un revenu médian de 17 680 euros par an (2012), tandis qu'il était de 17 566 euros  en 2011. Ce chiffre est moins élevé que le revenu médian national par an (19 785 euros).

## Culture locale et patrimoine

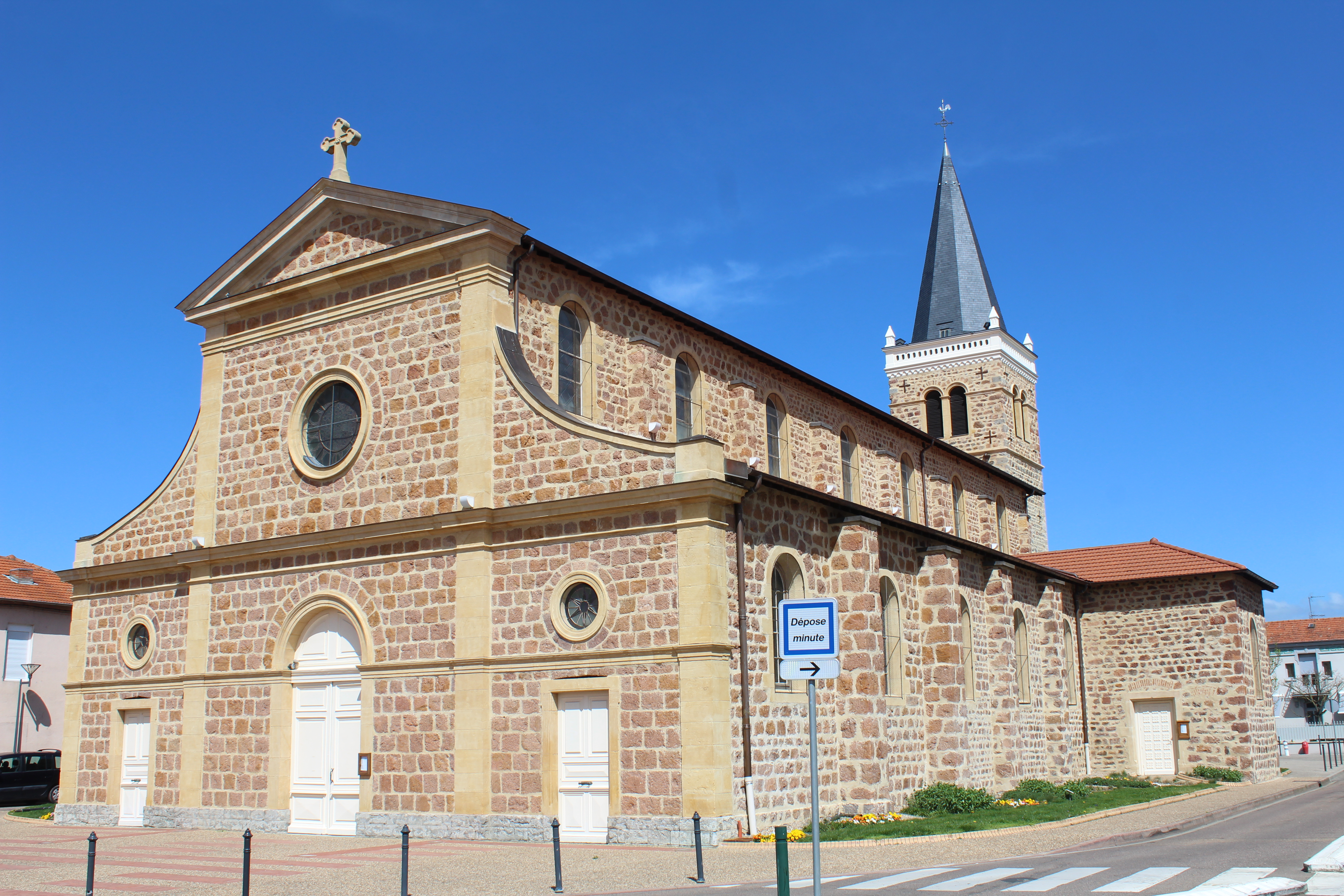
Église Saint-Marc.

### Lieux et monuments
- Château de Rhins XVIIe siècle/XVIIIe siècle : corps de logis classique flanqué de deux pavillons ; parc.
- Hôtel de ville de facture classique, parc.
- Armoire style Louis XIV dans un hospice de la ville.
- Pont XVIIIe siècle sur la Loire. Situé sur le territoire de Roanne, son appellation « Pont du Coteau » est impropre, car situé sur le territoire de la Ville de Roanne.
- Église Saint-Marc d'inspiration classico-baroque, reprise au XIXe siècle ; à l'intérieur de cette église se trouve une toile datant de 1827.

### Espaces verts et fleurissement
La commune est labellisée « trois fleurs » depuis 2021 au Concours des villes et villages fleuris.

### Jumelages
La ville du Coteau est jumelée avec :
- Espalion (France), commune de l'Aveyron, depuis 1998.
- Lorsch (Allemagne), dans le Land de Hesse, depuis 1967.
- Zwevegem (Belgique), commune située en région flamande dans la province de Flandre-Occidentale, depuis 1966.

### Personnalités liées à la commune

#### Personnalités nées dans la commune
- Lucien Jailler (1889-1921), militaire, as de l'aviation lors de la Première Guerre mondiale.
- Jean Bénetière (1928-2006), joueur de rugby à XV.
- Jean-Pierre Jeunet[26] (° 1953), réalisateur et scénariste (Le Fabuleux Destin d'Amélie Poulain, Alien IV, Micmacs à tire-larigot, etc.).
- Robert Quatrepoint (1933-), écrivain, lauréat du prix Roger-Nimier en 1970.
- Henri Giraud[27] (° 1957), sosie et imitateur de Coluche, comédien dans « Podium » de Yann Moix et dans « Rien dans les poches » d'Alain Chabat.
- Jacky Bonnevay (° 1961), footballeur professionnel français ayant joué notamment à l'Olympique de Marseille et à l'OGC Nice puis devenu entraîneur.
- Yves Nicolin[28] (° 1963), maire de Roanne, député du Roannais
- Ghislain Anselmini (° 1970), footballeur professionnel français ayant joué notamment à l'Olympique Lyonnais et à l'EA Guingamp.
- Christelle Dubos (° 1976), députée.
- Romain Poyet (° 1980), footballeur professionnel français évoluant au Stade brestois 29.

#### Autres personnalités
- Marc Louis de Tardy (1769-1857), homme politique mort au Coteau.
- Pierre Troisgros (1928-2020), cuisinier mort au Coteau et honoré le 13 juillet 2021 par la municipalité d'une fresque géante.
- Claude Devernois (1899-1972), industriel et dirigeant sportif, mort au Coteau.

### Héraldique
| Blason de Le_Coteau | Blason  | Parti: au 1er d'or au lion de sable armé et lampassé de gueules, au lambel de cinq pendants du même brochant sur le tout, au 2e de gueules au dauphin d'or. |
| Blason de Le_Coteau | Détails | Création Henri Dupont. Adopté en 1953. |

## Diaporama d'hier

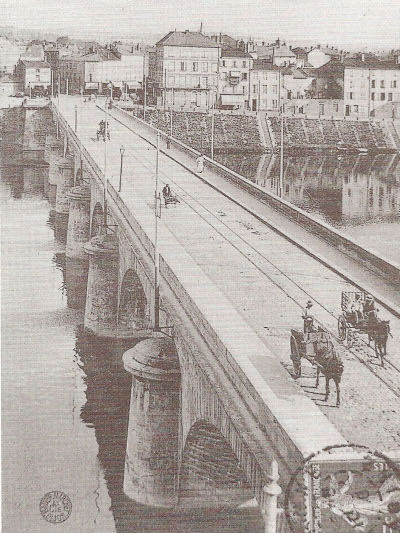
Le pont de Loire au début du XXe siècle.
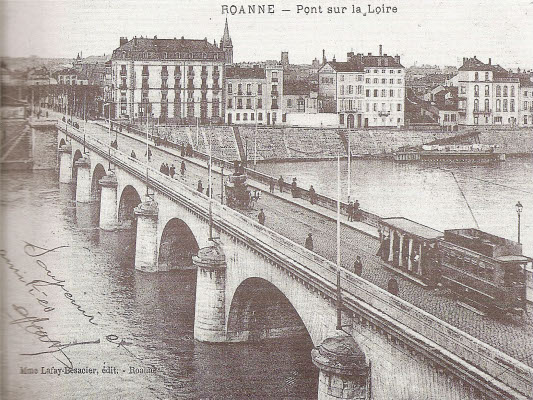
Le pont de Loire au début du XXe siècle.
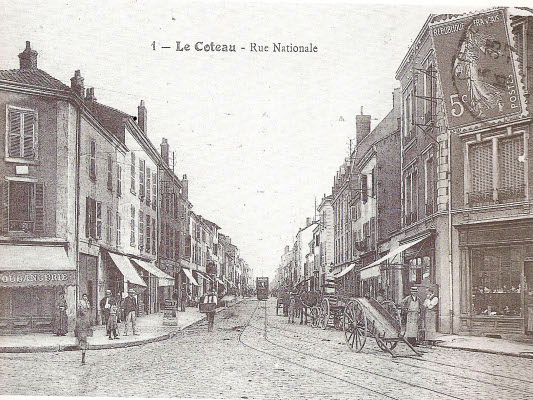
Avenue de la Libération au début du XXe siècle.
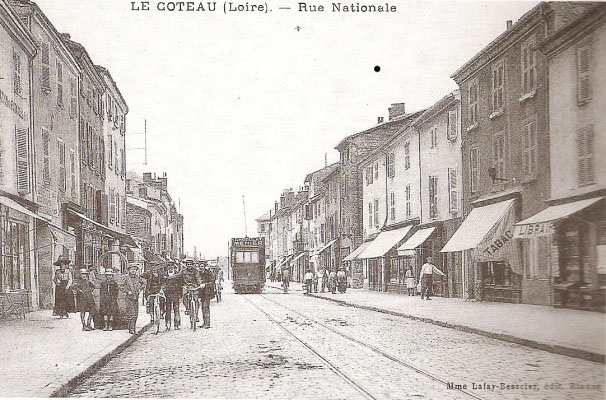
La route nationale, aujourd'hui avenue de la Libération.
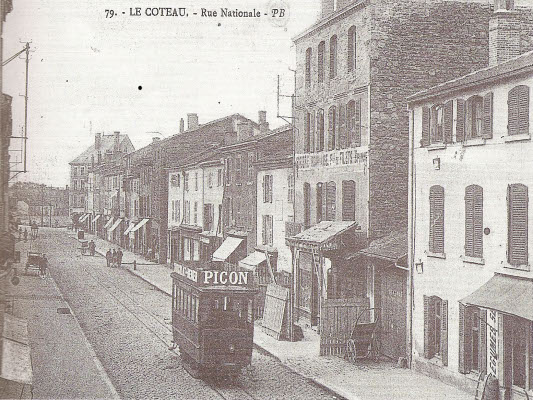
La route nationale et son tram.
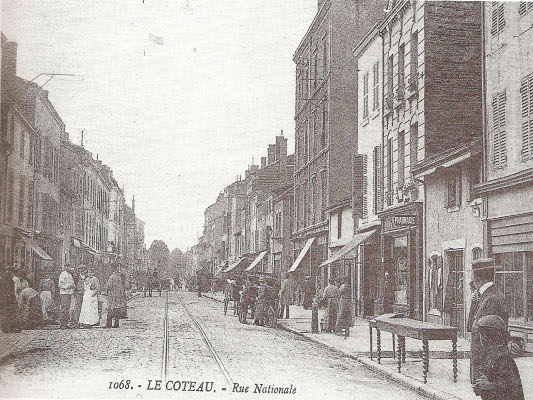
La route nationale au début du XXe siècle.
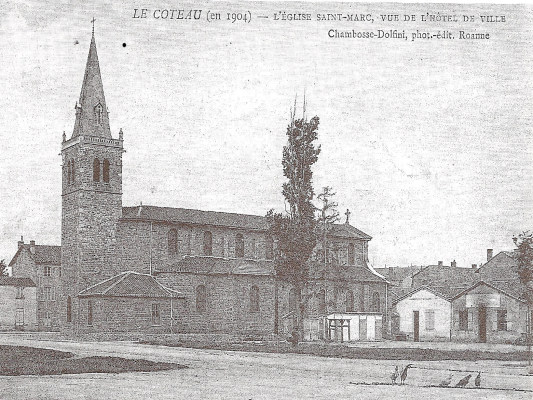
L'église Saint-Marc en 1904.